# Barbarita, les couleurs de l'amour
Barbarita, les couleurs de l'amour (Negra consentida) est une telenovela vénézuélienne en 120 épisodes de 45 minutes écrite par Viceltoria Orellana et Norelys Guerra diffusée sur la RCTV de 2004 à 2005,. En France, le feuilleton a été diffusé sur France Ô et le réseau La Première.

## Synopsis
Isabel Vélez est une jeune mariée colombienne très angoissée. Ses parents ont été assassinés et son époux, Rodolfo Aristiguieta, un Vénézuélien ayant de gros problèmes, a disparu pendant sa grossesse. Elle décide de partir pour le Venezuela, avec son bébé David. Sa belle-famille ne l'ayant pas encore rencontrée l'attend sans savoir ce qui se trame. Sur la route, Isabel est poursuivie. On met le feu à sa voiture. 
Barbarita Blanco Guaramato est une jeune fille noire de Barlovento, un village de la côte vénézuélienne. Elle travaille dans la boutique de sa mère Trinidad. Dans la maison familiale, vivent Trinidad, Jean de Dieu (Juan de Dios), le père, Climaco, le frère de Barbarita, Tabata (Tibisay), la grande sœur mère célibataire de Grégory. La grand-mère maternelle vit un peu plus loin dans une autre maison. Peu de temps avant sa mort, elle prédit à Barbarita un destin agité loin de son village, avec un homme bien différent. 
Jean de Dieu, un homme très joueur, perd, contre Ephraïm (Efrén) Meléndez, à un combat de coqs, la boutique de sa femme. En colère, Trinidad fait un scandale en public et crie à toute l'assemblée que Jean de Dieu n'est pas le père de Barbarita.
Abasourdi, l'homme s'éloigne du village. Ephraïm, heureux de la déchéance de son voisin, le provoque. Les deux hommes se battent. Le provocateur sort son arme qui se retourne contre lui-même. 
Barbarita arrive sur les lieux et demande à Jean de Dieu de s'en aller. Wilfrid (Wilfredo), le fils d'Ephraïm, rejeté par Barbarita, voit celle-ci seule près du corps de son père. Il l'accuse de meurtre. Barbarita tente de s'expliquer sans succès et s'enfuit dans les bois. Elle entend Isabel, coincée dans son véhicule qui prend feu, demander de l'aide. Barbarita parvient à sauver le petit David, qui est noir, et un sac contenant le journal intime d'Isabel ainsi que des affaires du bébé. La voiture explose et Barbarita se réveille à l'hôpital, à Caracas.
La grand-mère décédée apparaît dans la chambre d'hôpital de Barbarita. Elle est désormais son ange gardien. 
Les médecins et la famille Aristiguieta prennent Barbarita pour Isabel. Ils pensent qu'elle a perdu la mémoire à cause du choc. La jeune femme tente plusieurs fois de partir, mais avec l'insistance de sa grand-mère et étant sous le charme de Miguel Aristiguieta, un des frères de Rodolfo, Barbarita se met dans la peau d'Isabel en s'aidant du journal intime.
Félicité (Felicidad), une des servantes noires des Aristiguieta, semble bien plus émue que la famille en découvrant le fils de Rodolfo.
Calcinée, Isabel est enterrée à Barlovento dans la tombe de Barbarita.
Ayant tout perdu, Trinidad s'installe à Caracas avec Climaco, Tabata et Grégory, chez sa belle-sœur Toña, concierge de Miguel.
L'officialisation de la fusion de l'entreprise des Aristiguieta et de celle du Portugais Gaëtan (Caetano) Nascimento doit être symbolisée par le mariage de Raimundo, frère de Miguel, et de Viviana, belle-fille du Portugais. 
Jean de Dieu retrouve à Caracas un ancien voisin de Barlovento, chauffeur du Portugais, qui l'héberge. Mêlé aux deux histoires, l'homme comprend que Barbarita est la fille biologique de son patron.

## Distribution
- Ligia Petit : Barbarita Blanco Guaramato
- Pedro Rendón : Miguel Ángel Aristiguieta Marthan
- Caridad Canelón : Trinidad Guaramato de Blanco
- Eileen Abad : Isadora Russián
- Miriam Ochoa : Emma Marthan de Aristiguieta
- Jean Carlo Simancas : Caetano Nascimento
- Ámbar Díaz : Estela Aristiguieta
- Chantal Baudaux : Viviana Altúnez Meaño
- Alicia Plaza : Herminia Meaño de Nascimento
- Juan Carlos Tarazona : Rolando
- Wilmer Machado : Froilán Malpica
- María de Lourdes Devonish : Doña Barbara Guaramato
- Daniel Elbitar : Raimundo Aristiguieta
- Marcos Moreno : Juan de Dios Blanco
- Jenny Noguera : Toña Blanco "La Negra"
- María Cristina Lozada : Doña Bernarda Palacios de Aristiguieta
- Trina Medina : Felicidad Martínez
- Abelardo Behna : Wilfredo Meléndez
- Natalia Ramirez : Isabel Vélez
- Priscila Izquierdo : Valentina Aristiguieta Russian
- Numa Delgado : Anibal Altúnez Meaño
- Brenda Hanst : Tibisay María Blanco Guaramato
- Pastor Oviedo : Clímaco Blanco Guaramato
- Glennys Colina : Celina
- Alexander Fernández : Gregory Blanco
- Luis Fernández : Rodolfo Aristiguieta
- César Román : Omar Abdul
- Daniela Navarro : Jessica
- GianCarlo Pasqualotto : Arturo
- Monica Pasqualotto : Moraima Ferrer
- César Suárez : Sheik Shamir

- Cesar Suarez